# Chromalizus fragrans
Chromalizus fragrans là một loài bọ cánh cứng trong họ Cerambycidae.